# Syntesegas
Syntesegas eller syngas er en blanding af karbonmonoxid og hydrogen (CO og H2).
Syntesegas er det vigtigste mellemprodukt i konverteringsprocesser af naturgas til mere forædlede produkter som fx ammoniak, metanol, olefiner (MTO), syntetisk benzin og syntetisk diesel (GTL, lavet via for eksempel Fischer-Tropsch-processen). Syntesegas fra olieraffinaderier bruges i enkelte moderne gaskraftværker som indsatsfaktor (brændsel) i kraftproduktionen.
Al kunstgødning, ammoniak og metanol i verden fremstilles fra syntesegas. Produktionen af ammoniak, kunstgødning og metanol er på flere hundreder millioner ton per år.

## Fremstilling
Syntesegas til brændsel produceres ofte ved forgasning af kul eller kommunalt affald efter følgende reaktionsligninger: 
C + H2O → CO +  H2
C + O2 → CO2
CO2 + C → 2CO
Når syntesegas er mellemproduktet i industriel syntese af hydrogen og ammoniak, fremstilles det også fra naturgas, (via dampreforming reaktionen):
CH4 + H2O → CO + 3 H2
Syntesegas fra affald-til-energi forgasningsanlæg bruges som brændstof til at generere elektricitet.
Kulforgasningsprocesser er rimelig effektive og blev anvendt i mange år til at fremstille lysgas (kulgas) til gaslygter før elektrisk lys blev almindeligt tilgængeligt.

### Andre fremstillingsmetoder under udvikling
I 2010 blev det offentliggjort i bladet Ingeniøren, at Risø kan lave syntesegas via en omvendt brændselscelle, som får tilført CO2 og H2O og som via tilført elektrisk energi bliver omdannet til CO og H2 og O2 som affaldsproduktet. Dette kan anvendes til produktion af syntetisk benzin til 5,5 kr per liter.

I 2012 blev det offentliggjort i bladet Ingeniøren, at DTU har forbedret levetiden væsentligt for den omvendte brændselscelle, der som output har syntesegas.
Januar 2014 meddeles det, at et hold af forskere fra University of Delaware har fundet en katalysator, som kan omdanne CO2 til CO plus ilt med en virkningsgrad på 92%. Katalysatoren er forholdsvis billig og er nanosølv. 
Syntesegas kan fås ved at tilsætte hydrogen.